# گورستان خدرآباد
گورستان خدرآباد مربوط به اواخر دوره صفوی -اواخر دوره قاجار است و در شهرستان بروجن، بخش بلداجی، روستای خدرآباد واقع شده و این اثر در تاریخ ۱۹ مرداد ۱۳۸۴ با شمارهٔ ثبت ۱۲۸۵۴ به‌عنوان یکی از آثار ملی ایران به ثبت رسیده است.